# سائول بریون
سائول بریون (انگلیسی: Saúl Berjón؛ زادهٔ ۲۴ مهٔ ۱۹۸۶) بازیکن فوتبال اهل اسپانیا است.
از باشگاه‌هایی که در آن بازی کرده‌است می‌توان به باشگاه فوتبال رئال مورسیا، باشگاه فوتبال آلکورکون، باشگاه فوتبال لاس پالماس، باشگاه فوتبال ایبار، باشگاه فوتبال بارسلونا بی، و باشگاه فوتبال بارسلونا اشاره کرد.